# I sette fratelli Cervi
Pour plus de détails, voir Fiche technique et Distribution.
I sette fratelli Cervi (traduction littérale : « Les Sept Frères Cervi » est un  film dramatique italien réalisé par Gianni Puccini sorti en 1968. Le film raconte les derniers jours de la vie pendant la résistance anti-fasciste des Frères Cervi. Le réalisateur Gianni Puccini est décédé quelques mois après la fin de la production. Le film a longtemps été bloqué par la censure italienne.

## Synopsis
En 1943, en Émilie-Romagne pendant la Seconde Guerre mondiale, les sept frères Cervi Agostino, Aldo, Antenore, Ettore, Ferdinando, Gelindo et Ovidio, paysans de Campegine, dans la province de Reggio d'Émilie, catholiques  et anti-fascistes, forment, avec leur père Alcide, la « Banda Cervi », menant des actions de guérilla contre les fascistes et les Allemands.
Capturés après que leur ferme a été encerclée par les forces ennemies, ils sont emprisonnés à Reggio d'Émilie et, le matin du 28 décembre 1943, ils sont fusillés par les fascistes en représailles avec un compagnon de captivité au champ de tir de la ville.

## Fiche technique
- Titre : I sette fratelli Cervi
- Réalisation : Gianni Puccini

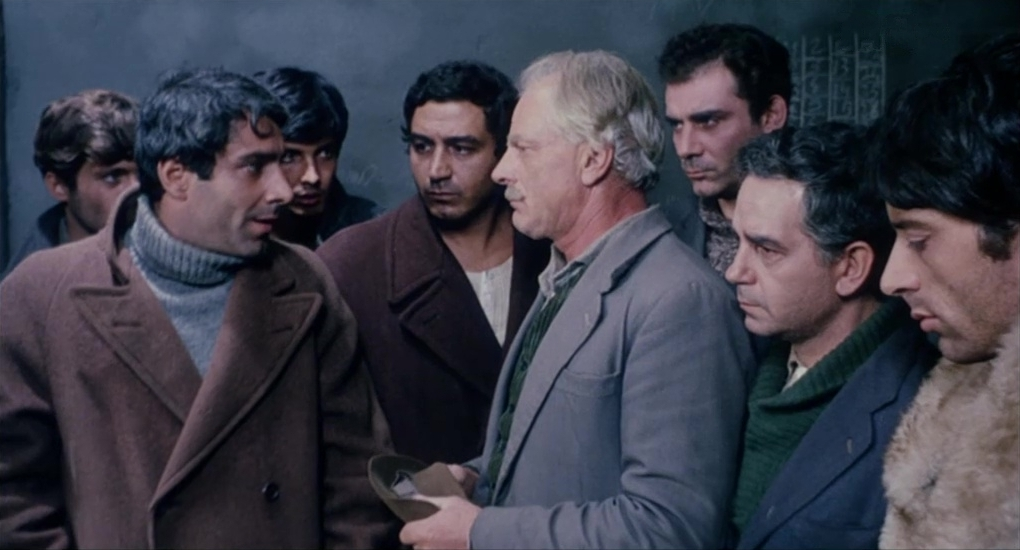
Une scène du film

- Scénario : Gianni Puccini, Cesare Zavattini
- Photographie : Mario Montuori
- Musique : Carlo Rustichelli
- Costumes : Gabriella Pescucci
- Genre : drame
- Date de sortie : 1968
- Langue : italien
- Pays :  Italie

## Distribution
- Gian Maria Volontè : Aldo Cervi
- Lisa Gastoni : Lucia Sarzi
- Carla Gravina : Verina

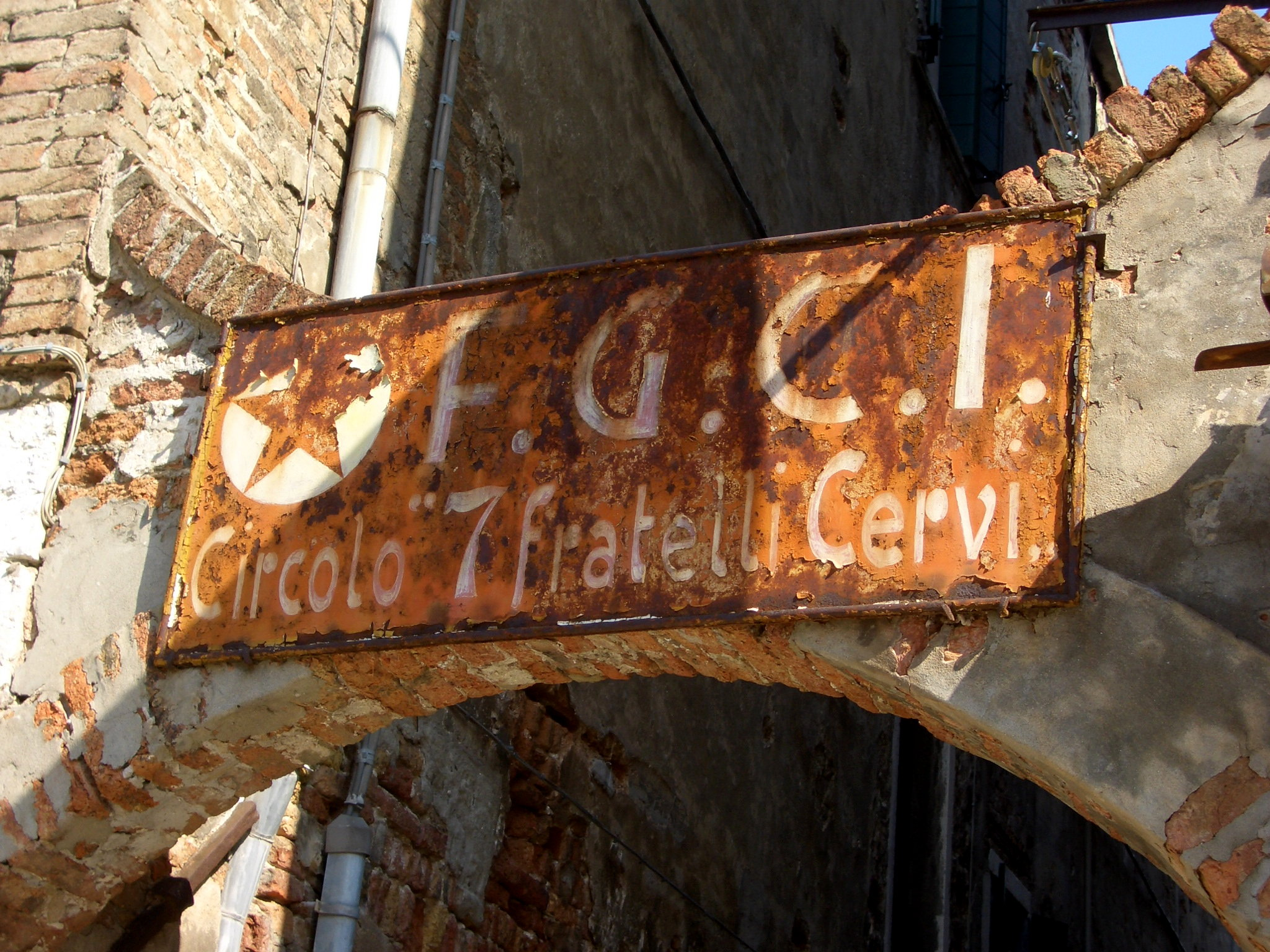
Insigne des fratelli à Venise

- Riccardo Cucciolla : Gelindo Cervi
- Don Backy : Agostino Cervi
- Renzo Montagnani : Ferdinando Cervi
- Serge Reggiani : Ferrari
- Oleg Zhakov (crédité comme Oleg Jakov) : Alcide Cervi
- Andrea Checchi : membre du parti communiste italien
- Duilio Del Prete : Dante Castellucci
- Gabriella Pallotta : la femme d'Agostino Cervi
- Rossella Bergamonti : la femme d'Antenore Cervi